# Neolophonotus occesilitus
Neolophonotus occesilitus là một loài ruồi trong họ Asilidae. Neolophonotus occesilitus được Londt miêu tả năm 1987. Loài này phân bố ở vùng nhiệt đới châu Phi.